# Ihor Żurachowski
Ihor Ihorowycz Żurachowski, ukr. Ігор Ігорович Жураховський (ur. 19 września 1994 w Kijowie) – ukraiński piłkarz, grający na pozycji pomocnika.

## Kariera piłkarska

### Kariera klubowa
Wychowanek Szkoły Sportowej nr 15 w Kijowie, barwy której bronił w juniorskich mistrzostwach Ukrainy (DJuFL). 12 września 2013 rozpoczął karierę piłkarską w drużynie rezerw Metałurha Zaporoże. 11 maja 2014 debiutował w składzie pierwszej drużyny Metałurha. W końcu listopada 2015 opuścił zaporoski klub. W styczniu 2016 przeszedł do Kubania Krasnodar. 25 grudnia 2016 opuścił rosyjski klub. 1 marca 2017 podpisał kontrakt z Olimpikiem Donieck. 5 sierpnia 2017 roku został piłkarzem szwedzkiego Gefle IF.

### Kariera reprezentacyjna
Od 2014 regularnie jest powoływany do młodzieżowej reprezentacji Ukrainy.